# Chone reayi
Chone reayi är en ringmaskart som beskrevs av McIntosh 1916. Chone reayi ingår i släktet Chone och familjen Sabellidae. Inga underarter finns listade i Catalogue of Life.